# Britta Holmberg
Britta Alice Holmberg, gift Olin, född 21 december 1921 i Fors, Södermanlands län, död 3 juni 2004 i Falsterbo, Skåne län, var en svensk skådespelare.
Holmberg studerade vid Willy Koblancks teaterskola på 1940-talet. Efter studierna arbetade hon på ett flertal teaterscener i Stockholm. 1944 gifte hon sig med Stig Olin och paret skildes 1980. Deras barn är skådespelarna Lena Olin och Mats Olin. Tillsammans med sin man spelade hon under 1950-talet in ett flertal grammofonskivor. På 1980-talet engagerades hon vid Dramaten i Stockholm. Hon är begravd på Norra begravningsplatsen utanför Stockholm.

## Filmografi
- 1942 – Tre glada tokar
- 1942 – På skilda vägar mot samma mål
- 1942 – Jacobs stege
- 1943 – Brödernas kvinna
- 1943 – Ett lyckat bak
- 1943 – Något stort sker
- 1943 – Ungt blod
- 1944 – Räkna de lyckliga stunderna blott
- 1945 – Tre söner gick till flyget
- 1946 – Kvinnor i väntrum
- 1947 – Nattvaktens hustru
- 1948 – Dit vindarna bär
- 1948 – En ljusare framtid!
- 1948 – Lappblod
- 1949 – Fängelse
- 1951 – Puck heter jag
- 1954 – Hjälpsamma herrn
- 1955 – Monsieur Robert
- 1958 – Greta och Albert
- 1963 – Tre dar i buren
- 1964 – Brefven från Stockholm
- 1964 – Svenska bilder
- 1965 – Åsa-Nisse slår till
- 1968 – Under ditt parasoll
- 1968 – Vindingevals
- 1972 – Anderssonskans Kalle
- 1973 – Anderssonskans Kalle i busform

## Teater

### Roller
| År   | Roll                     | Produktion           | Regi        | Teater  |
| ---- | ------------------------ | -------------------- | ----------- | ------- |
| 1952 | Millie Ancker, naturbarn | Fullmåne Hasse Ekman | Hasse Ekman | Intiman |

## Radioteater

### Roller
| År   | Roll | Produktion                        | Regi          |
| ---- | ---- | --------------------------------- | ------------- |
| 1967 |      | Buss på kontinenten Ove Magnusson | Olof Thunberg |

## Radioteater

### Roller
| År   | Roll | Produktion                        | Regi          | Teater |
| ---- | ---- | --------------------------------- | ------------- | ------ |
| 1967 |      | Buss på kontinenten Ove Magnusson | Olof Thunberg |        |